# Nitrat d'alumini
El nitrat d'alumini, de fórmula Al(NO₃)₃ és una sal d'Alumini i Àcid Nítric, normalment el trobem en la seva fórmula nonahidratada Al(NO₃)₃·9H₂O.

## Preparació
Formar nitrat d'alumini no és senzill, no n'hi ha prou en fer la reacció d'Alumini amb Àcid Nítric. Una de les reaccions que s'utilitza per a formar aquest compost és la del sulfat d'alumini amb el nitrat de bari com a reactius. Els productes que obtindrem seran el nitrat d'alumini i el sulfat de bari. La reacció estequiomètrica és la següent: Al₂(SO₄)₃ + 3Ba(NO₃)₂ → 2Al(NO₃)₃ + 3BaSO₄

## Usos
El nitrat d'alumini és un oxidant de caràcter fort, aquesta característica li confereix molts usos. Alguns exemples en poden ser el seu ús en alguns processos de refinat de petroli, també en la fabricació de desodorants així com en productes inhibidors de la corrosió. També és utilitzat en algun procés de l'extracció d'urani.